# Sujet (grammaire)
Pour les articles homonymes, voir Sujet.
 (mai 2020).
 (juin 2025).
Le sujet est ce qui constitue la matière, le thème ou bien le motif d'un état ou d'une activité intellectuelle ou artistique, indépendamment de l'interprétation qui en est faite ou du résultat obtenu.
En linguistique et en grammaire, le terme représente une fonction syntaxique difficile à définir. En effet, si la définition classique est « ce qui, dans la phrase, accomplit l'action verbale », elle ne résiste pas à plusieurs cas particuliers parfois très fréquents :
- dans une diathèse passive, le sujet est ce qui subit l'action verbale (Marie [SUJET] est regardée par Jeanne) ;
- avec un verbe ne dénotant aucune action (être, sembler, paraître, etc.), la définition ne tient plus (Marie [SUJET] paraît fatiguée) ;
- pour certains verbes (pleuvoir, falloir, etc.), il n'y a rien qui agisse (il [SUJET] pleut).

Une définition pour les langues flexionnelles classiques (principalement les langues indo-européennes) est la suivante : « le sujet d'un verbe est ce avec quoi il s'accorde en personne et en nombre (et rarement en genre) ». Dans ces langues, s'il existe, le nominatif est le cas qui lui est associé.
Cette définition ne fonctionne que pour un nombre réduit de langues. Avec une langue isolante comme le chinois, elle n'a aucun sens. Il faut alors chercher d'autres critères, comme sa place par rapport au verbe.
On peut aussi analyser le sujet sous l'angle des actants sémantiques.

## Grammaire française
Dans la grammaire française, le sujet se place devant le verbe à tous les temps à l'exception de l'impératif qui le sous-entend. Lorsque la phrase est interrogative, le verbe se place devant le sujet.
Exemples :
- Affirmative: Tu me passes le beurre, s'il te plaît.
- Injonctive: Passe le beurre!
- Interrogative: Pourrais-tu me passer le beurre?

La notion de sujet est difficile à définir car elle se situe sur plusieurs niveaux : syntaxique, sémantique et sur le plan communicatif.  En ce qui concerne la syntaxe, c’est sur ce plan que l’on parle de « sujet grammatical », qui, canoniquement, se définit par les cinq propriétés suivantes : 
1) Le sujet est l’un des deux éléments nécessaires à la constitution d’une phrase. Il n’est donc pas effaçable et précède normalement le verbe qui serait le deuxième élément indispensable. 
2) Le sujet régit l’accord du verbe en personne, en nombre et parfois en genre dans le cas du participé passé employé avec l’auxiliaire « être ». 
ex. :
Les phrases sont écrites au présent. 
3) Pour trouver le sujet grammatical d'un verbe, il suffit d’utiliser la locution discontinue « C’est… qui + syntagme verbal ». Tout ce qui se trouvera entre « c’est » et « qui »  sera le sujet. 
ex. : 
Le gros chien effrayait les enfants.  
C’est le gros chien qui effrayait les enfants. 
Cette manipulation peut poser un problème avec les pronoms personnels « je », « tu », « il », « ils », « on » (*C’est on qui va à la plage pour « On va à la plage. » ou encore *C’est je qui lis un livre pour « Je lis un livre. »). Mais elle est en fait inutile dans ces cas puisque ces pronoms personnels, sous ces formes, ont toujours la fonction de sujet. 
4) Le sujet peut être un groupe nominal (1), des substituts pronominaux du groupe nominal (2), des équivalents prépositionnels du groupe nominal tels que les propositions subordonnées complétives (3) , les constructions infinitives (4) et les propositions subordonnées relatives substantivales (5). 
ex. :
```
    (1) Pierre / Mon petit frère a apprécié ses chocolats de Pâques. 
    (2) Ils / Certains / Plusieurs ont préféré partir. 
    (3) Qu’ils ne soient pas là me chagrine beaucoup. 
    (4) Partir était la seule solution envisageable. 
    (5) Qui dort dîne. 
```

5) Dans le cas où une phrase à la voix active possède une phrase correspondante à la voix passive, le sujet de la première peut devenir le complément d’agent de la seconde. 
ex. :
Le chat [SUJET] mange la souris : La souris est mangée par le chat [Ct d’agent].

## Sujet et sémantique
Les différents rôles sémantiques qu’un sujet grammatical peut détenir (agent, bénéficiaire, siège, instrumental, etc.) et le sujet grammatical sont indépendants et l’une de ces notions ne peut définir l’autre. Un sujet peut détenir plusieurs rôles sémantiques qui lui sont attribués par la « subjectivation » du verbe. De cette façon, dans la phrase « Daniel donne un cadeau à Marc. », Daniel, qui est sujet du verbe « donner », est l’agent et Marc est le bénéficiaire ;  mais dans la phrase « Marc reçoit un cadeau de la part de Daniel. », cette fois Marc est le sujet du verbe « recevoir » mais il n’est pas agent pour autant et est resté bénéficiaire tout comme Daniel est resté l’agent. C'est pourquoi il est important de ne pas mélanger syntaxe et sémantique, il n’est pas juste et pas pertinent de définir le sujet par son rôle sémantique et les phrases telles que « le sujet fait l’action. » sont à éviter.

## Sujet et communication
Le sujet est classiquement établi comme « ce dont parle le reste de la phrase », soit le thème de la phrase qui se trouve généralement en début de phrase. Cependant, ce n’est pas toujours le cas : des exemples de phrases à la voix passive, des dislocations ou encore des focalisations mettent en avant le thème de la phrase alors qu’ils n’étaient ni le sujet ni au début de la phrase initiale. C’est également en ce sens qu’il est important de ne pas mélanger non plus la syntaxe et la fonction communicative et de ne pas définir le sujet grammatical comme étant "ce dont on parle".
ex. : 
Cette fille, je la connais depuis des années. (mise en avant du thème qui est le COD à l’aide d’une dislocation)
ex. : 
J’ai vu cet homme hier. : C’est cet homme que j’ai vu hier. (mise en avant du thème qui est le COD à l’aide d’une focalisation)

## Origine du concept
L'origine du concept linguistique et logique de sujet est liée à Aristote et à ses considérations sur les arguments logiques, elle peut être rapprochée des notions métaphysiques de substance et du couple essence-accident.
Pour formuler un argument logique (qui doit avoir la forme d'un syllogisme), il faut utiliser des propositions composées de deux parties : un sujet et un prédicat, unis par une copule (le verbe être). Le prédicat désigne ce que l'on énonce du sujet dans la proposition. Il se rapporte réellement au sujet de deux manières : (1) il énonce une propriété contenue dans le sujet (l'inhérence du prédicat) et, par conséquent, (2) que le sujet est un élément de l'ensemble des choses qui ont cette propriété (l'appartenance du sujet). Toute proposition logiquement valide doit alors pouvoir s'écrire sous la forme sujet-copule-prédicat. 
Par exemple : « La neige est blanche » est une proposition où l'on rapporte le prédicat de blancheur (être blanc) au sujet neige ; « Socrate mange du pain » est une proposition où l'on rapporte le prédicat être mangeant du pain au sujet Socrate. En effet, cette dernière proposition revient à dire « Socrate est mangeant du pain ».
Dans un syllogisme (l'argument logique d'Aristote) deux propositions logiquement valides constituent les prémisses dont dérive une conclusion. Cette dérivation ou implication logique est rendue possible par le lien sujet-prédicat qui fonde alors toute argumentation. Dans la proposition mineure le prédicat est le sujet de la majeure, ce qui permet d'attribuer dans la proposition conclusive le prédicat de la majeure au sujet de la mineure. L'argument logique peut toujours être présenté sous la forme A est B et C est A, donc C est B.
Par exemple : (1) Prémisse majeure : « L'homme est mortel », (2) prémisse mineure : « Socrate est un homme », (3) conclusion « Socrate est mortel ». 
- Exprimer l'inhérence du prédicat au sujet ...  Si la mortalité est dans le sujet homme et l'humanité dans le sujet Socrate, alors la mortalité est dans le sujet Socrate.
- ... revient à exprimer l'appartenance du sujet à l'ensemble délimité par le prédicat.  Si le sujet homme appartient à l'ensemble des mortels et le sujet Socrate appartient à l'ensemble des hommes, alors le sujet Socrate appartient à l'ensemble des mortels.

La détermination du rapport qui unit sujet et prédicat fait encore l'objet de nombreuses hypothèses contraires. Les linguistes distinguent le couple sujet-prédicat du couple thème-rhème, quoiqu'ils soient parfois identiques. 
Dans la plupart des langues, sans sujet (explicite ou implicite), on ne peut pas faire de phrases.